# Manel Alías Tort
Manel Alías Tort   (Berga, 10 de maig de 1977) és un periodista català. És llicenciat en Comunicació audiovisual per la Universitat Autònoma de Barcelona i postgrau en Videoperiodisme ENG per la Universitat Pompeu Fabra.
Des del 2001 treballa a Televisió de Catalunya, on ha presentat l'informatiu infantil Info K i ha estat cap d'edició de La nit al dia, entre d'altres. Especialitzat en temes d'educació, també és autor dels reportatges del 30 minuts «Notes d'Educació» i «Començar de nou», que va quedar finalista al Japan Prize del 2005. Des del 2014 i fins al 2021, va ser el primer corresponsal de TV3 i Catalunya Ràdio a Moscou; el 2022 va ser un dels enviats especials de Televisió de Catalunya per cobrir la invasió russa d'Ucraïna.
Alías va publicar el 2021 el llibre Rússia, l'escenari més gran del món, i el 2022 L'última victòria de l'URSS. Aquest mateix any va rebre el Premi Muriel Casals de Comunicació per la seva cobertura de la invasió russa d'Ucraïna en el marc de la Nit de Santa Llúcia. El 2023 el Govern Català li concedí el Premi Nacional de Periodisme i Mitjans de Comunicació 2022 i també va ser distingit amb el Premi Blanquerna de Comunicació i amb el Premi Periodista de l'Any de la delegació de la Catalunya Central del Col·legi de Periodistes.
El 2023 va presentar la sèrie documental El forense, basada en les memòries de Narcís Bardalet, i també va iniciar el lideratge del pòdcast Parem l'antena de Catalunya Ràdio.